# Shurugwi
Shurugwi (già Selukwe) è un centro abitato dello Zimbabwe, situato nella Provincia delle Midland.